# Euretaster
Euretaster is een geslacht van zeesterren uit de familie Pterasteridae.

## Soorten
- Euretaster attenuatus Jangoux, 1984
- Euretaster cribrosus (von Martens, 1867)
- Euretaster insignis (Sladen, 1882)